# Rejon łoktiewski
Rejon łoktiewski (ros. Локтевский район) – rejon na terenie wchodzącego w skład Rosji syberyjskiego Kraju Ałtajskiego
Rejon leży w południowej części Kraju Ałtajskiego i ma powierzchnię 2,34 tys. km². Na jego obszarze żyje ok. 33,9 tys. osób; nieco ponad 50% populacji stanowi ludność wiejska.
Ośrodkiem administracyjnym rejonu jest  miasto Gorniak, liczące ok. 15,6 mieszkańców (2005 r.). Oprócz niego na terenie rejonu znajduje się 26 wsi.
Rejon został utworzony w 1924 r.